# Berva-barlang
A Berva-barlang Magyarország megkülönböztetetten védett barlangjai között van. A Bükki Nemzeti Park területén található. A barlangból pleisztocén emlősök maradványai kerültek elő.

## Leírás
Egerben, a Felnémet nevű városrész szélén, a Berva-völgy déli végének bal oldalán, egy magánterületen, 243 méter tengerszint feletti magasságban nyílik. A völgytalp felett körülbelül 13 méter magasságban található. A barlangtól északra nyílik a Bervavölgyi-sziklaüreg. Két bejárata van. Triász időszaki mészkőben alakult ki ez a már nem működő víznyelőbarlang.
Az 1933. évi ásatás során barlangi medve, barlangi hiéna, mammut, óriásgím, ősbölény és más pleisztocén emlősök csontleletei kerültek a napvilágra. A csontmaradványokon kívül régészeti leletek is előkerültek, de ezek nem jelentősek. Az üreg a Kadić Ottokár által történt felmérés idején 16 méter hosszúságú volt. Az üreg felett nem messze, a dombtetőn egy kicsi, szűk töbröt írnak le, ami a barlang hátsó, beomlott része lehet. A folyosóját egykor néhány helyen a mennyezetéig kitöltő összecementált középső miocén barlangi üledékeiben fúrókagylók lyuggatta mészkőkavicsok is megőrződtek.
Előfordul a barlang az irodalmában 2. sz. üreg (Bertalan, Schőnviszky 1973–1974), Alsóbervavölgyi barlang, Berva barlang (Vértes 1965), Berva-völgyi 2. sz. üreg (Kordos 1984), Bervavölgyi 2. sz. üreg (Bertalan 1976), Dorót-lyuk (Borovszky, Sziklay 1909), Drót-lyuk (Dely 1970), Drótlyuk (Borovszky, Sziklay 1909) és Drótlyuka (Borovszky, Sziklay 1909) neveken is. A drótos neveket valószínűleg a helyi lakosok adták neki, egy ott talált bronzsodrony miatt. 1934-ben volt először Berva-barlangnak nevezve a barlang az irodalmában.

## Kutatástörténet
Az 1909-ben kiadott, Magyarország vármegyéi és városai című könyvben meg van említve Dorót-lyuk, Drótlyuk és Drótlyuka néven. A leírásban az olvasható, hogy Felnémet természeti nevezetességei közül megemlítendő a Berva-erdőben található sziklabarlang és a Drótlyuka nevű. A felnémeti határban van a barlang, amely megalitkövekből rakott krommlechnek mondható. A Kis-Bükkben kevés ilyen üreg van, mert ennek anyaga nem mészkő. A Drótlyuk egy kunhalom volt, melyet valószínűleg egy ott talált bronzsodronyról neveztek el a lakosok. 1927-ben a barlang feletti töbör kibontásával a Természetbarátok Turista Egyesület egri osztályának tagjai kíséreltek meg a barlang folytatásába bejutni.
1930-ban a barlangot Dancza János kereste fel, aki átkutatta, felmérte azt, illetve elkészítette az üreg térképvázlatát. 1933-ban, a Földtani Intézet megbízásából Kadić Ottokár végzett őslénytani ásatásokat a Berva-barlangban és a környék többi barlangjában. Ennek, az Eger környéki feltárássorozatnak a legígéretesebb és ezért az első helyszíne volt ez a lelőhely. Ekkor Kadić Ottokár felmérte a barlangot, majd Mottl Mária a felmérés felhasználásával megrajzolta a barlang hosszmetszet térképét és két keresztszelvény térképét.
Az 1937-ben megjelent, Schőnviszky László által írt tanulmány szerint a barlang Felnémet szélén, egy cserkésztábor területén nyílik. A 16 m hosszú kis víznyelőbarlang végén egy eltömődött zsomboly van. Bartalos Gyula tévesen írta, hogy a barlang egy nagy kövekből álló krommleck. Jégkori emlősök maradványai kerültek elő a barlangból. 1938-ban megjelent egy Kerekes József által írt publikáció, amelyben megtalálható a barlang geológiai leírása. A publikációban van egy olyan, fekete-fehér fénykép, amely a barlang bejáratát mutatja be. A fényképet Kerekes József készítette. A Vértes László által írt, 1965-ben kiadott könyvben szó van arról, hogy Felnémet szélén, a Berva-völgy elején, 230 m tszf. magasságban van a bejárata a 16 m hosszú Berva barlangnak. A barlangban a humusztalaj alatt mészkőtörmelékes, világosbarna agyag, ez alatt szintén világosbarna, kvarckavicsos, homokos agyag települt.
A felső, világosbarna kitöltésben az óriásgím, a barlangi medve és kísérőfaunája a W ½-interstadiálist jelzi. Mottl Mária a solutréi I. faunák közé sorolta. Ebben a rétegben 4 atipikus kovaszilánk és egy levalloisi leütési felületű szilánk volt. Az 1970-ben napvilágot látott, Bükk útikalauz című könyvben az olvasható, hogy a Felnémettől É-ra található Berva-völgy D-i végében, 230 m tengerszint feletti magasságban van a barlang bejárata. A 16 m hosszú barlangban az ásatáskor barlangi medve és óriásgím csontjait találták meg, valamint a barlangból néhány őskőkorszaki kovaszilánk került elő. A barlangtól É-ra található a Bervavölgyi-sziklaüreg.

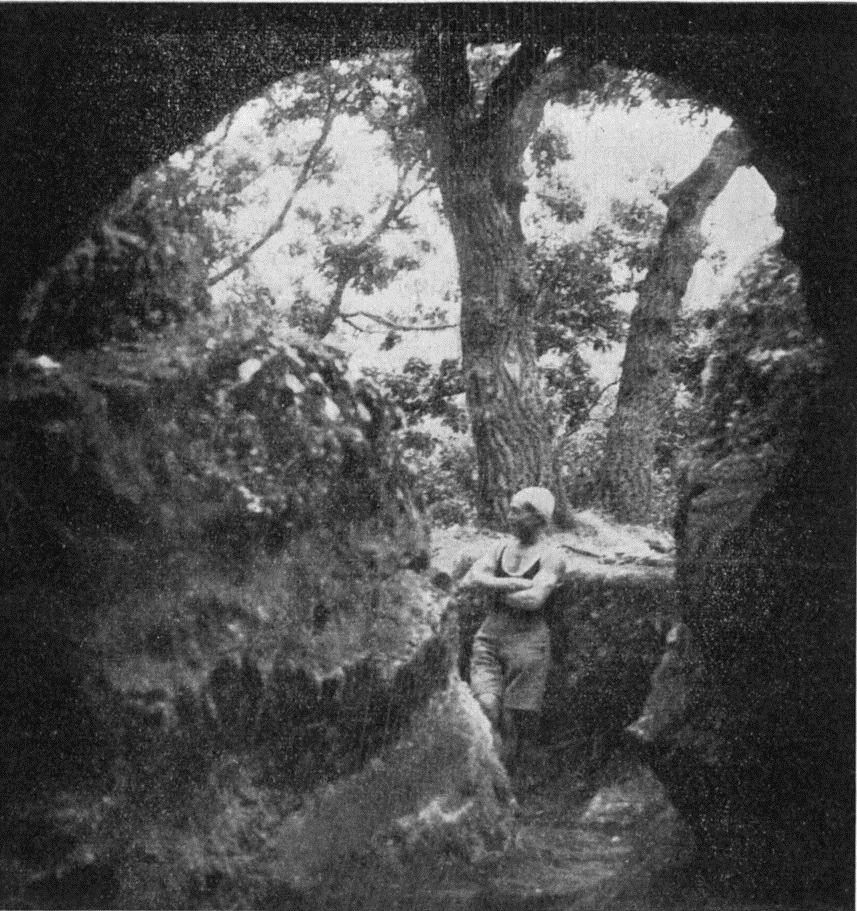
A barlang bejárata belülről 1933-ban

Az 1976-ban befejezett, Bertalan Károly által írt kézirat szerint a Bükk hegységben, Felnémeten található Berva-barlang további nevei Drót-lyuk és Bervavölgyi 2. sz. üreg. A Berva-völgy D-i végének bal oldalán, 230 m tengerszint feletti magasságban van a bejárata. Bejárata hegytetőre nyíló tág kürtő. A szenilis víznyelőbarlang 16 m hosszú. Ásatás volt a barlangban. A kézirat barlangra vonatkozó része 5 irodalmi mű alapján íródott. Az 1976-ban kiadott, Bertalan Károly és Schőnviszky László által összeállított Magyar barlangtani bibliográfia barlangnévmutatójában szerepel a Bükk hegységben, Felnémeten elhelyezkedő barlang Berva-barlang néven 2. sz. üreg, Drót-lyuk névváltozatokkal. A barlangnévmutatóban fel van sorolva 13 irodalmi mű, amelyek foglalkoznak a barlanggal. Az 1944. évi 43. tétel nem említi.
Az 1977-ben megjelent, Bükk útikalauz című kiadványban az van írva, hogy a Felnémettől ÉK-re lévő Berva-völgy D-i végén van a Berva-barlang. Az 1979-ben kiadott, Barlangok a Bükkben című könyvben nincs említve a barlang. Az 1984-ben napvilágot látott, Magyarország barlangjai című könyv országos barlanglistájában szerepel a Bükk hegységben lévő barlang Berva-barlang néven Drót-lyuk és Berva-völgyi 2. sz. üreg névváltozatokkal. A listához kapcsolódóan látható az Aggteleki-karszt és a Bükk hegység barlangjainak földrajzi elhelyezkedését bemutató 1:500 000-es méretarányú térképen a barlang földrajzi elhelyezkedése.
Az 1986. évi Karszt és Barlangban lévő publikáció szerint a Berva-szurdok bal oldalában van a mindkét végén nyitott Berva-barlang forrásfolyosója. A barlang majdnem azonos tengerszint feletti magasságban van a Berva-völgy Tárkányi-medencébe vágódó részének legfelső párkányával. Így elhelyezkedése alapján valószínűleg a Berva-patak egyik korábbi, legkevesebb középső glaciális, esetleg idősebb bújtatója. Jellegzetes alakja és az innen kiásott Würm őslénytani és régészeti leletek mellett azért is érdekes, mert folyosóját az ásatás előtt néhány helyen a mennyezetig kitöltő, összecementált barlangi üledékekben a felszínről bemosott középső miocén ottnangi-kárpáti fúrókagylók lyuggatta mészkőkavicsok is megőrződtek. A barlangtól É-ra, a Berva-völgy bal oldalán van egy felhagyott kőfejtő. A tanulmányban publikálva lett egy olyan fénykép, amely a barlang bejáratát mutatja be. A fényképet Hazslinszky Tamás készítette. A dolgozatba bekerült a barlang 1933-ban készült hosszmetszet térképe.
2004-ben Regős József készítette el a barlang térképét. A Bükki Nemzeti Park Igazgatóság működési területén, a Bükk hegységben elhelyezkedő, 5342/1 kataszteri számú Berva-barlang, 2006. február 28-tól, a környezetvédelmi és vízügyi miniszter 8/2006. KvVM utasítása szerint, megkülönböztetett védelmet igénylő barlang. A Bükki Nemzeti Park Igazgatóság működési területén lévő, 5342-1 kataszteri számú Berva-barlang, 2012. február 25-től, a vidékfejlesztési miniszter 4/2012. (II. 24.) VM utasítása szerint, megkülönböztetetten védett barlang. 2013. augusztus 12-től a belügyminiszter 43/2013. (VIII. 9.) BM rendelete szerint a Heves megyei, egri, 5342-1 barlangkataszteri számú és 21292 lelőhely-azonosítójú Berva-barlang régészeti szempontból jelentős barlangnak minősül.

## További irodalom
- Dancza János: Fűtési gondok a jégkorszakban. Búvár, 1939. (5. évf.) 347–351. old.
- Kadić Ottokár: Hogyan kutatjuk a barlangokat? Búvár, 1940. (6. évf.) 347–352. old.
- Mottl Mária: Jelentés az 1932–35. évi barlangkutatásról és az ősgerinces-osztály működéséről. A Magyar Királyi Földtani Intézet Évi Jelentései az 1933–35. évekről. 1940. (4. köt.) 1905–1909., 1909., 1922., 1924. oldal és három ábra (Német nyelven 1925–1939. old.)
- Mottl Mária: Az interglaciálisok és interstadiálisok a magyarországi emlősfauna tükrében. (Hozzászólásokkal.) Beszámoló a Magyar Királyi Földtani Intézet vitaüléseinek munkálatairól, 1941. (3. évf.) 1. füz. 3–42. old.